# 希臘史學
希臘史學指希臘人所發展的歷史學。自古希臘以來，史學即是文學的關鍵部分，此後在羅馬史學及拜占庭文学等領域也有重要地位。

## 起源
原史时代，歷史敘述多以編年史、年代记、世系表及金石學等間接材料為主軸。古希臘人对历史的记录，則是西方正式史學的先驅。
古希臘史學的起源，可來自於荷馬與赫西俄德的敘事詩，但是內容充滿了神話色彩，直到希羅多德、修昔底德和色诺芬三位最具代表性的希臘史家問世，希臘史學才開始有了系統性的歷史研究。
希羅多德被後世學者稱為“歷史之父”，他的歷史 等同於領域。撰寫時間為西元前450年代至前420年代之間，希羅多德記載大約西元前六世紀的歷史人物，如波斯國王大流士一世岡比西斯二世和普萨美提克三世，並有少部分西元前八世紀的歷史人物，如呂底亞國王坎道列斯等。
希羅多德以後的作家，有修昔底德，色諾芬，狄摩西尼，柏拉圖和亞里士多德等；這些作家幾乎全都是雅典人，或是認同雅典。因此，比起其他城市，今日我們更清楚古雅典的歷史和政治，但對於其他某些城邦的歷史則幾乎一無所知。 另外，這些作家的著作幾乎全部集中在政治，軍事和外交史方面，忽略了經濟與社會史。

## 重要史家
- 古典時期：希羅多德、克特西亚斯、修昔底德、色诺芬
- 希臘化時期：卡迪亞的希洛尼摩斯、提麦奥斯、波利比奥斯
- 羅馬時期：雅典的阿波羅多洛斯、亚历山大·波里希斯托、波希多尼、大馬士革的尼古拉斯、普魯塔克、西西里的狄奧多羅斯、哈利卡納蘇斯的戴歐尼修斯、阿庇安
- 拜占庭時期：該撒利亞的優西比烏、耶柔米、阿伽提亞斯